# メグとモグ
メグとモグ （Meg and Mog）は、原作ヘレン・ニコル・絵ヤン・ピエンコフスキーによる絵本のシリーズの主人公。 1970年代に初版が発行されたこの絵本は、呪文を唱えるのが下手な魔女メグとその飼い猫である縞模様のネコ・モグ、彼女たちの仲間であるフクロウのホー（Owl）の生活を描いたものである。
この絵本を原作とした幼児向けテレビアニメも作られている。アブソリュートリー・プロダクションズ（Absolutely Productions）制作により全52話（1話5分）が、1993年、イギリスのCITVで初めて放送された。

## 登場人物
メグ（Meg）
主人公の魔法使い。
モグ（Mog）
メグの猫。
ホー（Owl）
フクロウ。常に丁寧な口調をしている。

## エピソードリスト
出典：The MEG & MOG Stories
| - Meg and Mog - Mog's Missing - Meg's Mummy - Meg Up The Creek - Meg, Mog & Og - Meg At Sea | - Meg On The Moon - Meg's Car - Meg's Castle - Meg's Eggs - Mog At The Zoo - Mog In The Fog | - Owl At School - Meg's Cauldron - Meg's Fancy Dress - Meg's Treasure - Mog In Charge |

## 絵本

### 日本語版
- 『メグとモグ』偕成社（2007年2月） ISBN 4032026602
- 『メグむじんとうにいく』偕成社（2007年2月） ISBN 4032026807
- 『メグとふしぎなたまご』偕成社（2007年2月） ISBN 403202670X
- 『メグつきにいく』偕成社（2007年2月） ISBN 4032026904
- 『メグとモグのおはなし』（4点4冊セット） 偕成社（2007年4月）ISBN 4032026912

## アニメ版

### キャスト
- メグ- フェイ・リプリー（Fay Ripley）/ 日本語版 - 内川藍維
- モグ - フィル・コーンウェル（Phil Cornwell）/ 福圓美里
- ホー - アラン・ベネット（Alan Bennett）/ 田坂秀樹

### エピソードリスト
出典：メグとモグ アニメエピソードリスト（CARTOON NETWORK）
| - 1.メグのふしぎなケーキ - 2.ホーのこえにくたくた - 3.メグ つきにいく - 4.メグのぎゅうぎゅうテント - 5.メグのおおなべそうどう - 6.メグ むじんとうにいく - 7.メグのドキドキゆうえんち - 8.メグ サーカスにとびいり - 9.メグとモグ | - 10.モグのしゃっくりにびっくり - 11.メグとふしぎなたまご - 12.メグのとんだくるま - 13.メグ ベビーシッターになる - 14.メグのかいていたんけん - 15.メグのドキウキピクニック - 16.メグのほうきレース - 17.メグのゆきあそび - 18.メグのやさいのそだてかた | - 19.メグのおんがくかい - 20.メグ ゆきおとこにバッタリ! - 21.メグとくいしんぼうドラゴン - 22.メグのクリスマスプレゼント - 23.メグとまいごのひつじ - 24.メグ はくぶつかんにいく - 25.モグはつらいよ - 26.ホー がっこうにはいる |

### スタッフ
- 制作：カール・ゴーラム（Carl Gorham）
- 監督：ロジャー・メインウッド（Roger Mainwood）

### 日本語版スタッフ
- 演出：梅田彰宏
- 翻訳：ジェニー
- 音響制作：ハーフ エイチ・ピー スタジオ
- 製作：トライネットエンタテインメント

### DVD（日本語版）
下記すべて2008年3月7日発売（販売元: アミューズソフトエンタテインメント）
- 『メグとモグ』
- 『メグとモグ メグのふしぎなケーキ』
- 『メグとモグ メグ つきにいく』
- 『メグとモグ メグ むじんとうにいく』
- 『メグとモグ メグのおおなべそうどう』
- 『メグとモグ メグとふしぎなたまご』